# Zuidwestfaals voetbalkampioenschap 1929/30
In 1929/30 werd het achtste Zuidwestfaals voetbalkampioenschap gespeeld, dat georganiseerd werd door de West-Duitse voetbalbond. De competitie werd dit jaar uitgebreid naar twee reeksen.
SuS Hüsten werd kampioen en TuRV Hagen 1872 vicekampioen. Beide clubs plaatsten zich voor de West-Duitse eindronde. De vicekampioenen bekampten elkaar in knock-outfase en Hagen verloor meteen van Krefelder FC Preußen 1895. De acht kampioenen werden verdeeld over twee groepen van vier. Hüsten werd laatste in zijn groep.  

## Bezirksliga

### Groep Sauerland
| Plaats | Club                | Wed. | W  | G | V  | Saldo | Ptn.  |
| ------ | ------------------- | ---- | -- | - | -- | ----- | ----- |
| 1.     | TuRV 1872 Hagen     | 12   | 10 | 0 | 2  | 47:13 | 20:4  |
| 2.     | SpVgg Hagen 1911    | 12   | 7  | 1 | 4  | 30:25 | 15:9  |
| 3.     | SuS 1908 Gevelsberg | 12   | 7  | 1 | 4  | 21:19 | 15:9  |
| 4.     | SC Lichtenplatz     | 12   | 7  | 0 | 5  | 33:24 | 14:10 |
| 5.     | Hagener SC 05       | 12   | 3  | 3 | 6  | 21:30 | 9:15  |
| 6.     | SV Hemer 1908       | 12   | 4  | 0 | 8  | 18:34 | 8:16  |
| 7.     | SV Herdecke 1911    | 12   | 1  | 1 | 10 | 13:38 | 3:21  |

|  | Play-off titel en geplaatst voor West-Duitse eindronde |
|  | Degradatie                                             |

### Groep Siegerland
| Plaats | Club                         | Wed. | W  | G | V | Saldo | Ptn.  |
| ------ | ---------------------------- | ---- | -- | - | - | ----- | ----- |
| 1.     | SuS Hüsten 09                | 12   | 10 | 1 | 1 | 67:18 | 21:3  |
| 2.     | TuS Jahn 1874 Werdohl        | 12   | 7  | 1 | 4 | 33:26 | 15:9  |
| 3.     | VfB 07 Weidenau              | 12   | 6  | 1 | 5 | 43:25 | 13:11 |
| 4.     | Sportfreunde Siegen 1899     | 12   | 5  | 2 | 5 | 24:31 | 12:12 |
| 5.     | TuS Germania 1896 Mudersbach | 12   | 4  | 1 | 7 | 39:38 | 9:15  |
| 6.     | VfR 1909 Siegen              | 12   | 3  | 2 | 7 | 24:54 | 8:16  |
| 7.     | VfJ 1906 Betzdorf            | 12   | 3  | 0 | 9 | 22:60 | 6:18  |

### Finale
Heen
|  |               |       |                 |  |
|  | SuS Hüsten 09 | 3 - 3 | TuRV 1872 Hagen |  |
|  |               |       |                 |  |

Terug
|  |                 |       |               |  |
|  | TuRV 1872 Hagen | 0 - 3 | SuS Hüsten 09 |  |
|  |                 |       |               |  |